# Gnog
Gnog — это инди-игра и головоломка, созданная независимой канадской студией KO_OP и выпущенная в 2017 году для игровой приставки PlayStation 4, iOS и в 2018 году для персональных компьютеров. Игрок должен решать головоломки в игре, представленные в виде диорам.
Работая над игрой, студия KO_OP придерживалась принципа, что компьютерная игра — это вид искусства и вдохновлялись при создании игрушками-диорамами из 90-х годов. Команда также заручилась финансовой поддержкой в лице Sony, а издателем выступила Double Fine Productions. Музыкальные композиции к игре написал Marskye.
Критики оставили в основном положительные оценки об игре, похвалив её за оригинальную идею, художественный стиль, завязанный на интерактивности игровой процесс, но в качестве основного недостатка указали на короткую длину игры, а также вводящие в заблуждение головоломки на определённых уровнях. Средняя оценка по версии агрегатора Metacritic составила 82 балла из 100 возможных для мобильных устройств и 77 баллов для PlaySattion 4.

## Игровой процесс
Игра представляет собой атмосферную головоломку, где игрок должен исследовать антропоморфные коробки-диорамы, внутри которых спрятаны карманные миры. Сначала необходимо понять, как можно открыть данную коробку, затем игрок должен взаимодействовать с находящимися на коробке или внутри неё предметами методом проб и ошибок, или же следуя подсказкам, оставленных на картинах. Игрок должен нажимать на кнопки, перемещать, открывать предметы, менять их положение или выполнять простые задачи. В целом от игрока требуется уделять внимание мелким деталям.
Каждая коробка связана с определённой темой, например болотом, кондитерской, лесным домом, электронном музыкой, жилым домом, лабораторией, космическим кораблём, подводной лодкой и так далее. Когда игрок решает все головоломки, коробка начинает петь и танцевать. Всего в игре представлено девять уровней. В игре также реализована поддержка дополненной реальности ARKit.

## Разработка
Разработкой игры занималась независимая студия разработчиков игр KO_OP из Канады, Монреаля. Её представители придерживаются принципа, что компьютерная игра является формой современного искусства. Разработчики также заметили, что шли на явный риск, так как создавали игру во время так называемого ренессанса инди-игр, когда созданная и качественная  художественная игра может затеряться среди других подобных многочисленных игр.
При работе над игровым процессом, создатели исходили из идеи создать игру, посвящённую изучению маленьких миров «волшебных, чудовищных голов», предметом вдохновения служили детские игрушки из 90-х, такие, как например Полли Покет или Mighty Max, представляющие собой диорамы. Разработчики заметили, что помнят, когда с изумлением открывали данные диорамы и то же чувство хотели передать в Gnog. Также команда вдохновлялась их отношениям к игрушкам в детстве, когда ещё будучи детьми, разработчики могли выдумывать целые вымышленные миры вокруг них и представлять, как игрушки оживают. Такое же чувство удивления команда хотела отразить в своей игре. Хотя в Gnog представлено девять глав, в процессе разработки команда создала больше уровней, но решила сконцентрироваться на дополнительной детализации меньшего количества уровней.
Если смотреть на каждую отдельную главу, то она вдохновлена самыми разнообразными реальными предметами. Команда долго спорила относительно тематики уровней, однако все разработчики однозначно хотели добавить уровень с синтезатором. Выбираю тематику для диорамы, команда должна была учитывать и возможность взаимодействий, связанных с темой уровня. Например командой был создан уровень с точилкой, от которого в итоге отказались, так как разработчикам были сложно добавить в уровень дополнительные взаимодействия помимо точения карандашей. Решение добавить небольшие сюжетные вставки с персонажами пришла разработчикам спонтанно, так как это по их мнению придавало игре новую глубину, хотя по изначальной задумке, уровни в Gnog представляли собой более классические диорамы без элементов фантастики и сюрреализма. Также команда заявила о планах вероятного выпуска обновлений, дополняющих ещё несколько уровней в зависимости от успеха игры и доходов от её продаж.
KO_OP также получили финансовую поддержку со стороны компании Sony, оказывающей поддержку независимым студиям для выпуска их игр на PlayStation 4 и PSVR. В результате, изначально разрабатываемая, как мобильная игра, Gnog должна была быть выпущена сначала исключительно для игровой приставки. Тем не менее команда призналась, что без финансовой поддержки Sony не сумела бы создать Gnog в её окончательной форме. Также разработчики выразили свою благодарность компании Double Fine Productions, согласившейся выступить издателем Gnog, так как презентация данной игры на мероприятии Double Fine во многом способствовала её известности. Позже, игра демонстрировалась также на мероприятиях Sony, GDC, E3 и Unity.
Объясняя решение добавить в игру поддержку дополненной виртуальной реальности, разработчики заметили, что ещё во время разработки, заметили, что с поддержкой виртуальной реальности, сами диорамы стали казаться маленькими и «как никогда похожими на маленькие игрушки, умоляющие вас поиграть с ними и по взаимодействовать». Разработчики заметили с сарказмом, что не добавить поддержку VR в игру с подобным геймплеем «было бы просто преступлением».

## Критика
| Сводный рейтинг               | Сводный рейтинг           |
| Агрегатор                     | Оценка                    |
| ----------------------------- | ------------------------- |
| GameRankings                  | 75,60 %                   |
| Metacritic                    | 82/100 (iOS) 77/100 (PS4) |
| Иноязычные издания            |                           |
| Издание                       | Оценка                    |
| AppAdvice                     | 92/100                    |
| Pocket Gamer UK               | [ 12 ]                    |
| Playstation Official Magazine | [ 6 ]                     |
| GameSpew                      | 7/10                      |
| God is a Geek                 | 65 %                      |

Игра выиграла премию в категории «превосходное визуальное искусство» на мероприятии Independent Games Festival в 2016 году. Критики в основном оставили положительные оценки об игре, средняя оценка по версии агрегатора Metacritic составила 82 балла из 100 возможных для мобильных устройств и 77 баллов для PlaySattion 4.
Критик сайта Appadvice назвал Gnog игрой о игрушках и секретах, которая несомненно придётся по душе игрокам, опробовавшим такие игры, как например Campfire Cooking и Vignettes. С последней игрой Gnog имеет очень много общего, как и в плане игрового процесса, так и художественной эстетики, напоминающей критику также атрибуты мексиканского праздника Дня Мёртвых. В целом рецензент назвал игру визуально потрясающей, как и её музыкальное сопровождение, а её игровой процесс идеально подходящим для сенсорного экрана. Хотя критик указал на недостаточное количество уровней, каждый из них достаточно сложен, чтобы игрок потратил на них немалое количество времени и даже мог почувствовать себя растерянным, особенно в отсутствии какого либо руководства. Критик сайта Poket Gamer назвал Gnog игрой, которая «требует от вас самому во всём разобраться». Он также заметил, что игровой процесс, требующий обильного тактильного взаимодействия с предметами напоминает ему игры серии The Room. Рецензент также был впечатлён большим разнообразием контента, заметив, что ни один уровень не похож на другой. Критик однако предупредил, что Gnog не подойдёт для игры на маленьком экране телефона, сама игра же может не правильно распознавать нажатия пальцем. Критик сайта Digitally Downloaded заметил, что у Gnog нет цели, намерения или причины для существования и именно это делает игру такой восхитительной, погружающей игрока в «игровое небытие, наркотический трип», а его кислотно-яркие тона даже могут вызвать у игрока тошнотворное состояние. Сами головоломки критик сравнил с японскими шкатулками с секретом и указал на их абстрактный, сюрреалистическим и очаровательный стиль. Одновременно критик указал и на сложность головоломок, заметив, что игра никак не подталкивает и не намекает игроку на решение проблемы, оставляя его наедине с очередной головоломкой.
Часть критиков оставили смешанные отзывы об игре. Например представитель сайта Gamesrew, обозревая Gnog заметил, что цель в данной игре не столько решить головоломки, сколько наслаждаться процессом их решения. Тем не менее критик счёл игру ужасно короткой, которую можно завершить всего за час. Также критик счёл неприятным факт того, что некоторые головоломки являются лишь догадками и игрок, теряя время на попытку решения в конце концов поймёт, что шёл в неправильном направлении. Тем не менее критик подытожил, что игра, в том числе её дизайн уровней и художественный стиль навсегда залягут в памяти игрока. Критик сайта God is a Geek, в отличие от большинства рецензентов, счёл представленные головоломки недостаточно сложными, а сам игровой процесс в целом неясным и бессмысленным.

## Внешние ссылки
- gnoggame.com — официальный сайт Gnog